# Haplospondias brandisiana
Haplospondias brandisiana är en sumakväxtart som först beskrevs av Wilhelm Sulpiz Kurz, och fick sitt nu gällande namn av A.J.G.H. Kostermans. Haplospondias brandisiana ingår i släktet Haplospondias och familjen sumakväxter. Inga underarter finns listade i Catalogue of Life.